# Dicranomyia veneris
Dicranomyia veneris är en tvåvingeart som först beskrevs av Alexander 1952.  Dicranomyia veneris ingår i släktet Dicranomyia och familjen småharkrankar. Inga underarter finns listade i Catalogue of Life.